# Operación Agamenón
La Operación Agamenón es una operación y plan de campaña militar desarrollada por la Fuerza Pública de Colombia entre el 2 de febrero de 2015 y 23 de noviembre de 2021 (aproximadamente) contra la organización narco paramilitar del Clan del Golfo o Autodefensas Gaitanistas de Colombia (AGC). La operación fue lanzada como una campaña a gran escala para debilitar a la organización, aunque algunos medios la critican por la inicial presión militar y policial en ciertos departamentos, que produjo que el Clan del Golfo huyera y se fortaleciera en otros territorios.

## Desarrollo y resultados
La primera fase de la Operación Agamenón fue lanzada en 2015, durante el gobierno de Juan Manuel Santos (2010-2018), contra el Clan del Golfo.  Esta operación fue lanzada contra el narcotráfico, asesinatos, extorsión, trata de personas, minería ilegal, contrabando, masacres, robos, porte de armas, reclutamiento y abuso de menores entre otras actividades delictivas desarrolladas por las Bandas y grupos emergentes en Colombia. Se ha desarrollado principalmente en los departamentos de  Antioquia, Chocó, Sucre, Bolívar y Córdoba:
Para 2017, la operación fue refundada bajo el nombre de Operación Agamenón II, esto como una reestrategía de las autoridades ante los pocos golpes iniciales dados a la organización. Para el 3 de septiembre de 2017, fue abatido Roberto Vargas Gutiérrez, Gavilán, entonces segundo al mando del Clan del Golfo.
También el 24 de noviembre de 2017, sería abatido  Luis Orlando Padierma, alias Inglaterra, en Chinácota (Norte de Santander).
El 28 de marzo de 2018, fue abatido Aristides Mesa, 'el Indio', en el corregimiento de Tierradentro, en Montelíbano (Córdoba).
El gobierno de Juan Manuel Santos informo haber desarticulado al Clan del Golfo en un 50%.
La operación se continuó en su segunda fase en el gobierno de Iván Duque (2018-2022) denominada como Agamenón II, creando cinco subcampañas: el Escudo Darién, la de la Zona Costanera (Córdoba y Sucre), Bajo Cauca, Quibdó y Urabá antioqueño. La operación ha contado con la cooperación internacional de agencias de seguridad de EE. UU., Europa y Centroamérica.
De igual forma el 5 de enero de 2021 fue detenido Jhon Freddy Zapata Messi, empresario fachada de Otoniel, y el 26 de enero de 2021, Diego Fernando Coca Platino, fue extraditado a Estados Unidos.
El 17 de marzo de 2021, fue capturada Nini Johana Úsuga, La Negra, hermana de Otoniel y presunta jefe de finanzas del Clan del Golfo, en Sabaneta (Antioquia). Posteriormente fue extraditado Alexander Montoya Úsuga, alias El Flaco el 3 de junio de 2021. Luego el 7 de febrero de 2021, fue abatido Nelson Darío Hurtado Simanca Marihuano, el segundo al mando del Clan del Golfo, en Riosucio (Chocó).
Se informa que hasta mayo de 2022, han sido capturados más de 2800 miembros del Clan del Golfo.

## Operación Osiris
Para el 23 de noviembre de 2021, fue capturado Dairo Antonio Úsuga David Otoniel, en el Cerro Yoki, ubicado en Necoclí (Antioquia), durante la Operación Osiris, en el marco de la Operación Agamenón.  Tenía en total ocho anillos de seguridad que se movían entre 1 y 3 kilómetros de distancia de su sitio exacto de ubicación. La operación culminó con una baja de un intendente de la Policía Nacional. En esa misma semana, autoridades capturaron a 79 integrantes del Clan del Golfo en la región de la Costa Caribe.
Durante esta operación, fue necesaria la movilización de más de 500 hombres de las fuerzas especiales, 150 unidades de inteligencia, 50 expertos en inteligencia satelital, 22 helicópteros y la intervención de agencias de inteligencia de los Estados Unidos y el Reino Unido. Después de su detención, el presidente Iván Duque afirmó que su captura «es solamente comparable con la caída de Pablo Escobar en los años 90». Por su parte el ministro de Defensa, Diego Molano, le calificó como «uno de los mayores símbolos del mal en Colombia». Una vez Otoniel fue capturado en octubre de 2021 el presidente Iván Duque declaró que con su captura "el Clan del Golfo ha llegado a su fin".
En diciembre de 2021 se generó una polémica al declarar ante la Jurisdicción Especial para la Paz (JEP) que no fue capturado, sino que se entregó a las autoridades colombianas, lo cual fue desmentido por el gobierno y mismo presidente Iván Duque.
La organización del Clan del Golfo se rumora que sería dirigida entre Wilmer Antonio Quiroz "Siopas" y Jesús Ávila Villadiego "Chiquito Malo".
El 4 de mayo de 2022 Otoniel fue extraditado a Estados Unidos luego que el Consejo de Estado levantara la orden de suspensión de extradición en su contra.
Esta organización criminal organizó un paro armado entre el 5 y el 10 de mayo,  en represalia por la decisión del gobierno de Iván Duque de extraditar a los Estados Unidos a Otoniel, su máximo jefe. afectando a 11 departamentos como Antioquia, Córdoba, Bolívar, Norte de Santander, Santander, dejando 10 muertos, más de 180 vehículos fueron incinerados y se presentaron hechos de violencia en varios municipios, y áreas de ciudades como Medellín, Montería y Barranquilla. Afectando a varios sectores de la economía, educación, cultura y deporte.
Se anunció en mayo de 2022, la intensificación de las Operaciones Agamenón y el Plan Policial y Militar Cóndor contra el Clan del Golfo, buscando desmantelar completamente esta estructura criminal.